# カステレット (ストックホルム)

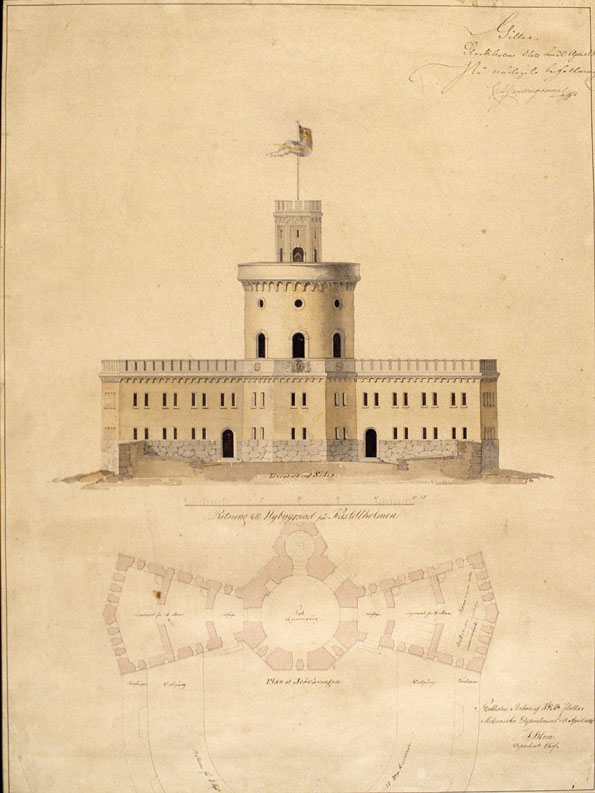
1846年に描かれたフレデリック・ブロムの絵

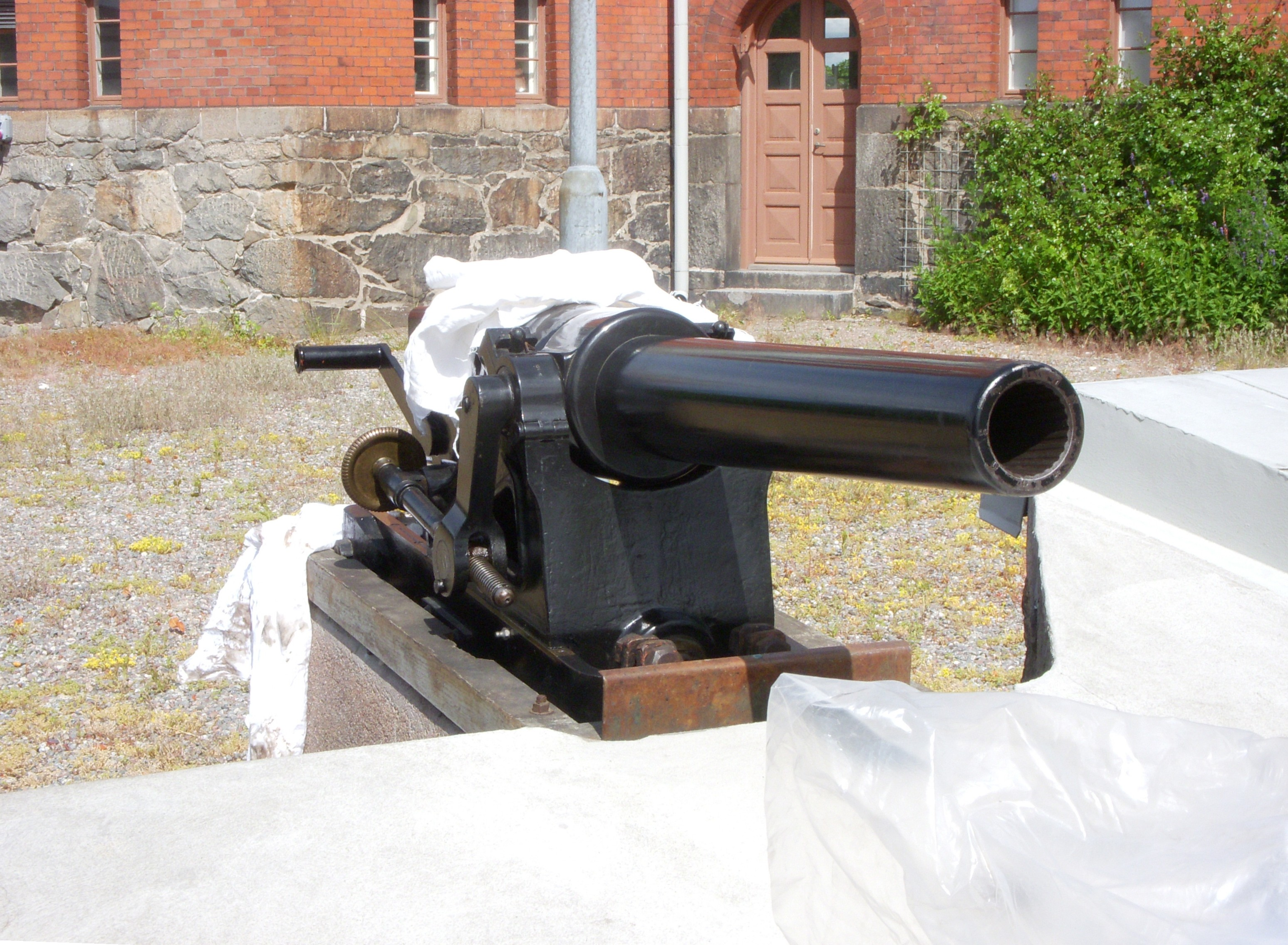
カステレの礼砲の一つ（2010年6月）

カステレット（Kastellet、「小さな城」）は、ストックホルム中心部のカステルホルメン島にある建物である。1935年以来、カステレットはスウェーデン指定建造物となっている。カステレットでは1660年代以来のスウェーデン軍旗が毎日掲揚されている。

## カステレットの歴史
最初のカステレットは建築家エリク・ダールベリによって1667年に建造された。艦隊が1680年にカールスクルーナに移転したのち、カステレットは荒廃した。1715年に「軍船とガレー船団」が創設されると、カステレットは再建された。当時はLilla kastellet södra rundeln（小城南の丸）と呼ばれていた。しかし、18世紀後半にはさらに荒廃が進み、1784年には王室書簡によって、記念碑としての役割と、港に出入りする船への敬礼のみを行うことが決定された。当時の建物は八角形の石造り平屋建てで、再建された。寄棟屋根には旗竿付きのランタンが置かれ、地下には火薬庫が設置された。
1845年6月21日の午後、弾薬工場として使われていた火薬庫が爆発し、ストックホルムが揺さぶられた。この結果、この場所に新たな城が建設されることになった。工兵部隊の責任者カール・フレドリック・マイヤーは両翼を備えた中世風の分厚い壁の塔の設計図を作成した。メイヤーは塔の平な屋上に、攻撃してくる船に向けて発射するための60ポンド砲を設置するつもりだった。城の前の円弧中には、直接防御目的の大口径の砲台が設置されていた。
この設計図は、建築家であり海軍技術部隊大佐のフレドリック・ブロムによって修正された。塔のプロポーションを変え、高さ20メートルの円形の階段塔を設け、その中には心柱のない螺旋階段が設けられた。グレーの石材でできた高い台座の上に、赤の型押し煉瓦でできた2つの狭間胸壁付きの翼棟には宿舎が入っている。この建物は1846年から1848年の間に建てられた。
カステレットの屋上に重爆砲を設置する案は途中で取りやめになったが、24ポンド砲8門はとりあえず残された。しかし、完成後間もなく、より小さな口径の砲に変更され、現在では4門の礼砲がカステルレットの展望テラスから来訪する軍艦を出迎えている。第二次世界大戦中は、ストックホルムの固定防空システムの一部となり、防衛機能を取り戻した。そして、塔と四角い平面には速射式の高射砲が装備された。
カステレットの宿舎は1850年まで使用されなかったが、翌年には居住に適さないことが判明した。その後、空室とされ、1858年に下士官用の宿舎に改築された。1956年、施設は宿舎としての利用が解除され、1970年代にオフィスや会議施設に改築された。

## スウェーデン軍旗掲揚
塔の最上部には、1660年代から変わらず、三つ又のスウェーデン軍旗が掲げられている。1990年に海軍が沿岸砲兵学校を設立してカステレットを離れたとき、この旗は永久に取り外されると思われたが、一般市民および特に当時の沿岸コルベット艦HMSストックホルムの艦長が抗議した。

### HMSストックホルムの介入
1990年3月29日からストックホルムを訪れていたHMSストックホルムの艦長ケネス・リンドマーク中佐は、同艦が出港する1990年4月2日にカステレットに艦の軍旗を掲揚するよう指示した。
その目的のために、リンドマークは乗組員の中から何人かの水兵を上陸させ、カステレットに入り、HMSストックホルムが通過する間に旗を掲げ、svensk lösen（スウェーデンの身代金）という形で敬礼をした。
これに関して、ケネス・リンドマークは、ベングト・シューバック海軍長官と沿岸艦隊長官にこの件に関する情報を送っている。
  MS STO 1990-04-02
ORIENTERING:
HMS STOCKHOLMS ÖRLOGSFLAGGA HISSADES IDAG KL 0910 PÅ KASTELLET
I SAMBAND MED AVGÅNG FRÅN STOCKHOLM.
MÅ DEN I FORTSÄTTNINGEN FÅ BLÅSA DYGNET RUNT.
SÄNDLISTA: CM, CKF, CÖRLBO.
（情報：ストックホルムからの出発に合わせて、本日9時10分にカステレットでHMSストックホルムの軍旗が掲揚された。
これから24時間掲揚される。

宛先: 海軍長官、沿岸艦隊指揮官、CÖRLBO）  

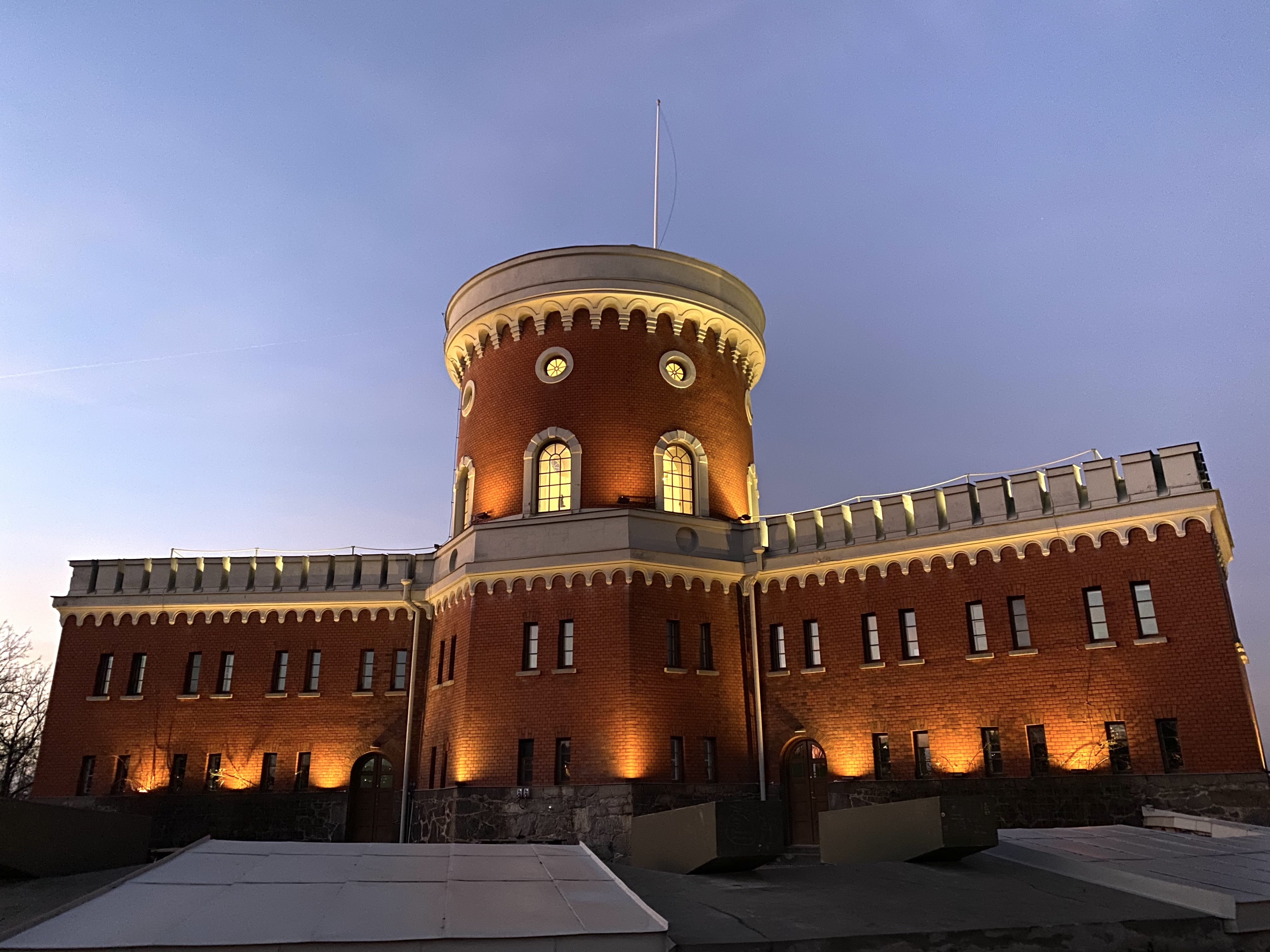
黄昏時にライトアップされたカステレットのファサード。

これは本部でも注目された。これに対して、海軍長官はこう返答した。
   CM 1990-04-02 

ENLIGT UPPGIFT HAR ENHET UR KUSTFLOTTAN HISSAT ÖRLOGSFLAGGAN PÅ KASTELLHOLMEN I STOCKHOLM 1990-04-02 UNDER ANGIVANDE AV SVENSK LÖSEN. INKOM SNARAST OM HURUVIDA DETTA ÄR RIKTIGT OCH VEM SOM I SÅ FALL BESLUTAT OM DETTA.
（情報によると、沿岸艦隊の部隊は、スウェーデンの身代金の表示のもと、1990年4月2日にストックホルムのカステルホルメンで海軍旗を掲揚した。これが正しいかどうか、正しいとすれば誰がこれを決めたのか、できるだけ早く私に連絡すること。） 
しかし、その日のうちに海兵隊員によって回収された。しかし、これをきっかけに議論が始まり、総司令官は「カステレットの旗の上げ下げはストックホルムの守備隊が行う」と決定した。そのため、1990年6月6日以降、ストックホルム城の大衛兵から2名の衛兵が毎日カステルホルメン島に赴き、旗を掲げ、降ろしている。